# Temporada 2005-2006 del RCD Espanyol
Dades de la Temporada 2005-2006 del RCD Espanyol.

## Fets Destacats
- 17 de juliol de 2005: Gira per la Xina: Feyenoord 2 - Espanyol 1[3]
- 20 de juliol de 2005: Gira per la Xina: Nacional Montevideo 1 - Espanyol 1[4]
- 27 de juliol de 2005: Pretemporada: Toulouse FC 1 - Espanyol 1[5]
- 6 d'agost de 2005: Pretemporada: Blackburn Rovers 4 - Espanyol 0[6]
- 7 d'agost de 2005: Pretemporada: Middlesbrough FC 1 - Espanyol 0[7]
- 13 d'agost de 2005: Pretemporada: FC Porto 3 - Espanyol 0[8]
- 16 d'agost de 2005: Torneig Ciutat de Barcelona: Espanyol 1 - Olympique de Marsella 2[9]
- 21 d'agost de 2005: Pretemporada: Olympiacos FC 1 - Espanyol 0[10]
- 18 de setembre de 2005: Lliga: Espanyol 1 - Reial Madrid 0[11]
- 22 de gener de 2006: Lliga: Getafe CF 5 - Espanyol 0[12]
- 15 de febrer de 2006: Barcelona dedica una plaça a Àngel Rodríguez Ruiz, fundador de l'Espanyol.[13]
- 23 de febrer de 2006: Copa UEFA: Espanyol 0 - Schalke 04 3[14]
- 26 de febrer de 2006: Lliga: Espanyol 5 - Sevilla FC 0[15]
- 12 d'abril de 2006: L'Espanyol es proclama campió de la Copa del Rei per quarta vegada, en la final disputada a l'Estadi Santiago Bernabéu de Madrid (Espanyol 4 - Saragossa 1)[16]
- 5 de setembre de 2006: Final de la Copa Catalunya: Espanyol 1 - FC Barcelona 0[17]

## Resultats i Classificació
- Lliga d'Espanya: Quinzena posició amb 41 punts (38 partits, 10 victòries, 11 empats, 17 derrotes, 36 gols a favor i 56 en contra), màxims golejadors: Raúl Tamudo i Luis García amb 10 gols cadascun.
- Copa d'Espanya:  Campió. Eliminà el Getafe CF, Cadis CF, Deportivo de La Coruña i Reial Saragossa a la final (4-1).
- Copa de la UEFA: Eliminà el FK Teplice, fou segon a la fase de grups per darrere de Palerm i per davant de Lokomotiv de Moscou, Brøndby IF i Maccabi Petah Tikva FC, però fou eliminat a setzens de final pel Schalke 04.
- Copa Catalunya:  Campió. Eliminà la UE Lleida a semifinals (4-1) i al FC Barcelona a la final (1-0).

## Plantilla
| P   | D  | Jugador              | Lliga | Lliga | Copa d'Espanya | Copa d'Espanya | Copa de la UEFA | Copa de la UEFA |
| P   | D  | Jugador              | PJ    | G     | PJ             | G              | PJ              | G               |
| --- | -- | -------------------- | ----- | ----- | -------------- | -------------- | --------------- | --------------- |
| POR | 1  | Gorka Iraizoz        | 21    | -34   | 5              | -4             | 6               | -4              |
| POR | 13 | Carlos Idriss Kameni | 17    | -22   | 2              | -1             | 2               | -4              |
| POR | 26 | Biel Ribas           | -     | -     | -              | -              | -               | -               |
| DEF | 21 | Dani Jarque          | 34    | 4     | 7              | 1              | 8               | -               |
| DEF | 4  | Alberto Lopo         | 33    | -     | 6              | -              | 7               | -               |
| DEF | 17 | Juanfran Torres      | 30    | -     | 6              | -              | 3               | -               |
| DEF | 3  | David García         | 27    | -     | 2              | -              | 5               | -               |
| DEF | 2  | Armando Sá           | 20    | 1     | 2              | -              | 6               | -               |
| DEF | 18 | Didier Domi          | 17    | -     | 5              | -              | 4               | -               |
| DEF | 5  | Mauricio Pochettino  | 11    | -     | 2              | -              | 3               | 1               |
| DEF | 27 | Sergio Sánchez       | 11    | -     | 1              | -              | 1               | -               |
| DEF | 28 | Miquel Robusté       | -     | -     | 1              | -              | -               | -               |
| MIG | 6  | Eduardo Costa        | 31    | -     | 6              | 1              | 6               | -               |
| MIG | 9  | Iván De la Peña      | 30    | -     | 6              | -              | 8               | -               |
| MIG | 15 | Fredson Camara       | 28    | 4     | 6              | 1              | 5               | 1               |
| MIG | 8  | Pablo Zabaleta       | 27    | 2     | 5              | -              | 7               | -               |
| MIG | 14 | Ito                  | 26    | -     | 5              | -              | 5               | -               |
| MIG | 22 | Moisés Hurtado       | 20    | -     | 6              | -              | 5               | 1               |
| MIG | 7  | Albert Riera         | 8     | -     | -              | -              | 3               | -               |
| MIG | 31 | Miki                 | 2     | -     | -              | -              | -               | -               |
| MIG | 8  | Àngel Morales        | -     | -     | -              | -              | -               | -               |
| MIG | 12 | Toni Velamazán       | -     | -     | -              | -              | -               | -               |
| DAV | 10 | Luis García          | 36    | 10    | 4              | 3              | 8               | 2               |
| DAV | 20 | Ferran Corominas     | 32    | 3     | 6              | 1              | 7               | -               |
| DAV | 23 | Raúl Tamudo          | 29    | 10    | 3              | 1              | 4               | 2               |
| DAV | 7  | Walter Pandiani      | 18    | 1     | 6              | 2              | 2               | -               |
| DAV | 11 | Jofre Mateu          | 12    | -     | 5              | 2              | 4               | 1               |
| DAV | 25 | Martín Posse         | 4     | -     | -              | -              | -               | -               |
| DAV | 24 | Jonathan Soriano     | 3     | 1     | 2              | 2              | 3               | -               |
| DAV | 29 | Albert Yagüe         | 1     | -     | -              | -              | -               | -               |